# Hans Jürgen Soehring
Hans Jürgen Soehring (23 de julio de 1908 en Estambul - 9 de octubre de 1960 en el río Congo, República del Congo ) fue un abogado, soldado, oficial, escritor, traductor y diplomático alemán.

## Biografía
Soehring fue hijo del diplomático Otto Soehring. Estudió derecho y ciencias políticas en Leipzig , Berlín , Grenoble , París y Londres y en 1932 aprobó su primer examen estatal y en 1936 el segundo .
Después de un año de actividad comercial, Soehring fue soldado de 1937 a 1945. Durante este tiempo fue inicialmente como  "asesor legal" de la Legión Cóndor en España, más tarde como un oficial de la Fuerza Aérea (Luftwaffe) con el rango de teniente coronel en París durante la ocupación como hombre de confianza de Hermann Göring. Allí mantuvo una relación amorosa con la actriz francesa Arletty, con quien quiso casarse, pero fue rechazado por ella. En 1943, Soehring fue degradado por sus superiores y enviado al frente, permitiéndosele mantener contacto epistolar con Arletty. Más tarde volvió a ser oficial y se le permitió trabajar para la Corte Imperial de Justicia al crear un dossier sobre la Liga de oficiales alemanes y el Comité Nacional Alemania Libre.
Después de la guerra, Soehring fue cofundador del Grupo 47. Durante este tiempo escribió, siguiendo el consejo Arletty, quien siguió manteniendo contacto con él, publicando en 1948, Cordelia y la novela de 1950 Casaducale además de traducir la obra de Charles Lindbergh, Mi vuelo sobre el océano.
En enero de 1954, Soehring entró al servicio del Ministerio de Asuntos Exteriores de la República Federal de Alemania siendo cónsul en varios Estados africanos hasta 1960, en que fue nombrado embajador de la República Federal de Alemania en la recién fundada República del Congo. Casado con una alemana y padre de dos hijos durante un viaje familiar al río Congo murió en extrañas circunstancias cuando trató de tomar un baño con su hijo mayor; su cuerpo nunca fue encontrado. La amistad con Arletty duró hasta su muerte. Ella visitó a la viuda y a los hijos en Bad Godesberg.
Según su propia declaración de 1951, Soehring dice que nunca fue miembro del partido nazi. Esto contradice a Klaus Harpprecht: Un artículo en el periódico Die Welt data de la entrada del partido de Soehring al año 1937.
En la película Arletty, une passion coupable (2014) Hans Jürgen Soehring está interpretado por Ken Duken.

## Obra literaria
- Hans Jürgen Soehring, Cordelia und andere Geschichten: Erzählungen, Desch, 1968
- Hans Jürgen Soehring, Casaducale, Fischer Verlag, 1950
- Hans Jürgen Soehring, Cordelia : Erzählungen, Desch, 1948